# Ukryty wymiar (film)
Ukryty wymiar (ang. Event Horizon) – amerykański horror SF z 1997 roku. Wzorowany na amerykańskim filmie klasy b „Ciemna strona Księżyca” z 1990 r.

## Fabuła
Akcja filmu rozgrywa się pod koniec pierwszej połowy XXI wieku. W 2040 roku, w ramach tajnego rządowego projektu naukowego, zostaje zbudowany statek „Event Horizon”, wyposażony w prototypowy napęd grawitacyjny umożliwiający mu podróżowanie z prędkością ponadświetlną. Technicznie, statek nie przekracza prędkości światła, lecz wytwarza sztuczną czarną dziurę, tworząc tunel czasoprzestrzenny pomiędzy dwoma dowolnymi punktami w kosmosie, umożliwiając natychmiastowe „przeskoczenie” pomiędzy nimi. Napęd działa poprzez „skupienie wiązki grawitonów, która powoduje zakrzywienie czasoprzestrzeni do momentu w którym krzywa zaczyna dążyć do nieskończoności i powstaje czarna dziura”. Do wiadomości publicznej zostaje podana wersja, że jest to statek naukowo-badawczy zbudowany w celu eksploracji przestrzeni kosmicznej. W trakcie swojego pierwszego lotu statek oddala się do okolic Neptuna używając konwencjonalnych silników i odpala napęd grawitacyjny kierując się w stronę Proxima Centauri. W tym momencie „Event Horizon” znika z radarów i urywa się z nim wszelka łączność. Wszelkie próby odzyskania kontaktu lub choćby odnalezienia po nim jakichś śladów kończą się fiaskiem. Opinia publiczna zostaje poinformowana o eksplozji statku w wyniku awarii pokładowego reaktora, a katastrofa zostaje uznana za jedną z największych w historii podboju kosmosu.
Siedem lat później na Ziemi zostaje przechwycony sygnał radiowy pochodzący z okolic Neptuna, którego źródło zostaje zidentyfikowane jako „Event Horizon”. Na miejsce zostaje wysłany statek „Lewis i Clark” z ekipą ratunkową dowodzoną przez kapitana Millera (Laurence Fishburne), do której zostaje również przydzielony doktor William Weir (Sam Neill), twórca „Event Horizon”. W skład ekipy wchodzą ponadto: porucznik Starck (Joely Richardson), pilot Smith (Sean Pertwee), inżynier Justin (Jack Noseworthy), sanitariuszka Peters (Kathleen Quinlan), ratownik Cooper (Richard T. Jones) oraz lekarz D.J. (Jason Isaacs).
Ekipa ratunkowa, po odnalezieniu „Event Horizona” na orbicie Neptuna, wchodzi na pokład statku, odnajdując zmasakrowane szczątki załogi. W pewnej chwili napęd grawitacyjny włącza się samoczynnie, a Justin zostaje wciągnięty w głąb powstałego portalu. Uruchomienie napędu wyzwala falę uderzeniową, która poważnie uszkadza „Lewisa i Clarka”, zmuszając załogę do przeniesienia się na „Event Horizona”, dopóki statek nie zostanie naprawiony. Cooper wyciąga z portalu Justina, który okazuje się być w stanie katatonii.
Przebywając na pokładzie „Event Horizona”, członkowie ekipy zaczynają doświadczać przerażających halucynacji. Kapitan Miller spotyka widmo Edwarda Corricka – dawnego członka załogi, który spłonął żywcem, gdy Miller zostawił go na pokładzie ewakuowanego statku. Peters widzi swojego synka Denny'ego, z nogami pokrytymi krwawymi liszajami, zaś Weirowi ukazuje się widmo jego żony, zmarłej wskutek samobójstwa. Justin budzi się z katatonii, ostrzegając wszystkich przed „ciemnością”, później zaś próbuje popełnić samobójstwo, wychodząc przez śluzę na zewnątrz statku, bez skafandra – i zostaje cudem uratowany przez kapitana Millera, a następnie zahibernowany.
Z czasem ekipa dochodzi do wniosku, że napęd grawitacyjny spowodował przeniesienie „Event Horizona” do innego wymiaru. Kiedy naprawa „Lewisa i Clarka” ma się ku końcowi, udaje się odcyfrować ostatnie nagranie pierwotnej załogi statku, na którym widać, jak jej członkowie popadają w obłęd, masakrując się nawzajem. Kapitan Miller, pomimo protestów doktora Weira, decyduje się natychmiast opuścić „Event Horizona”, a następnie go zniszczyć. W międzyczasie Peters, podążając za widmem swojego synka, ginie wskutek upadku z dużej wysokości.
Tymczasem Weir, pogrążając się stopniowo w szaleństwie, zostaje ostatecznie opętany przez zło, jakie „Event Horizon” przyniósł z innego wymiaru. Przynosi na pokład „Lewisa i Clarka” ładunek wybuchowy, niszcząc statek – w wyniku czego ginie Smith, natomiast Cooper zostaje wyrzucony daleko w próżnię. Następnie opętany Weir atakuje D.J. i dokonuje na nim wiwisekcji. Miller, usiłując unieszkodliwić Weira, dostaje się na mostek, gdzie odnajduje nieprzytomną porucznik Starck. Oboje zostają osaczeni przez Weira, który zdradza im, że „Event Horizon” w istocie przeniósł się do innego wymiaru – „wymiaru czystego chaosu i czystego zła” (prawdopodobnie będącego Piekłem). W wyniku pobytu w owym wymiarze, zyskał świadomość i zaczął torturować członków załogi, materializując jej wewnętrzne lęki (co doprowadziło do obłędu poprzednią obsadę). Weir uruchamia następnie napęd grawitacyjny, który po trwającym dziesięć minut odliczaniu ma przenieść „Event Horizon” z powrotem do piekielnego wymiaru. Wtedy po drugiej stronie okna na mostku pojawia się Cooper (który powrócił na statek, używając tlenu w swoim skafandrze w charakterze napędu), próbując się porozumieć z ludźmi wewnątrz. Weir strzela do niego, niszcząc okno i doprowadzając do dekompresji – w wyniku czego zostaje wyrzucony w próżnię i ginie, natomiast Millerowi, Starck i Cooperowi udaje się przeżyć i zamknąć mostek.
Napęd grawitacyjny jest wciąż ustawiony na powrotną podróż do innego wymiaru, więc Miller decyduje się użyć umieszczonych na „Event Horizon” ładunków wybuchowych, by oddzielić część rufową (z napędem grawitacyjnym) od dziobowej, zmieniając tę drugą w szalupę ratunkową. W drodze do tylnej sekcji, zostaje zaatakowany przez materializacje Corricka oraz Weira. Nie mając już możliwości powrotu na dziób, decyduje się poświęcić i detonuje ładunki wybuchowe – w wyniku czego Starck, Cooper i Justin zostają uratowani, natomiast on sam, wraz z rufową częścią „Event Horizona”, przenosi się do innego wymiaru.
W 72 dni później, do ocalałej części „Event Horizona” dociera druga ekipa ratunkowa, odnajdując zahibernowanych Starck, Coopera i Justina. Starck ma wcześniej koszmar, w którym jednym z członków ekipy ratunkowych okazuje się być Weir – wskutek czego doznaje ataku histerii, gdy pojawiają się ratownicy. Ci podają kobiecie środki uspokajające, podczas gdy znajdująca się za ich plecami gródź wejściowa, w tajemniczy sposób, zamyka się sama z siebie.

## Obsada
- Laurence Fishburne – Kapitan Miller
- Sam Neill – Dr William Weir
- Kathleen Quinlan – Peters
- Joely Richardson – Porucznik Starck
- Richard T. Jones – Cooper
- Jack Noseworthy – Justin
- Jason Isaacs – D.J.

Członków załogi widocznych na makabrycznych nagraniach zagrali m.in. Emily Booth i Darren Swift.